# Saving All My Love for You
Saving All My Love for You ist ein Lied von Michael Masser und Gerry Goffin. Es wurde 1985 durch Whitney Houston bekannt. Die Soul/R&B-lastige Ballade handelt von einer Affäre eines verheirateten Mannes.

## Geschichte
Der Song wurde im Jahr 1978 als Duett von Marilyn McCoo feat. Billy Davis junior erstmals veröffentlicht, war aber nur mäßig erfolgreich. Er erschien auf dem Album Marilyn & Billy.

## Whitney Houston-Version
Die Coverversion von Saving All My Love for You – gesungen von Whitney Houston und auch von Michael Masser produziert – wurde weltweit am 3. August 1985 veröffentlicht. Es wurde ein Nummer-eins-Hit in den Vereinigten Staaten, Großbritannien, Irland und Australien. Neben dem großen Erfolg in den Billboard Hot 100, erreichte der Song auch die Spitze der AC- und der R&B-Charts. Houston erhielt für den Song bei den Grammy Awards 1986 ihren ersten Grammy (in der Kategorie: „Beste weibliche Gesangsdarbietung“).
Das Lied ist in der Version von 1985 insgesamt 3:48 Minuten lang und wurde als dritte Single aus dem in den Sigma Sound Studios aufgenommenen Album Whitney Houston ausgekoppelt. Die B-Seite enthält mit Nobody Loves Me Like You ein Duett von ihr und Jermaine Jackson; es handelt sich um eine Coverversion des Songs von Anne Murray feat. Dave Loggins aus dem Jahr 1984. 
Der Song wurde rasch von Jazzmusikern aufgegriffen und ist heute Teil des Real Book.
In der Episode Frauentausch aus Die Simpsons sangen einige Teilnehmer den Song bei einer Karaoke-Reality-Show, als die Simpsons die Fox-Studios besuchten.

### Musikvideo
Beim Musikvideo führte Stuart Orme Regie. Es wurde in London gedreht. In der Handlung bietet Houston den Song in einem Aufnahmestudio dar.

### Chartplatzierungen
| ChartsChartplatzierungen       | Höchstplatzierung | Wochen/ Monate |
| ------------------------------ | ----------------- | -------------- |
| Deutschland (GfK)              | 18 (15 Wo.)       | 15 Wo.         |
| Österreich (Ö3)                | 12 (1,5 Mt.)      | 1,5 Mt.        |
| Schweiz (IFPI)                 | 5 (16 Wo.)        | 16 Wo.         |
| Vereinigte Staaten (Billboard) | 1 (22 Wo.)        | 22 Wo.         |
| Vereinigtes Königreich (OCC)   | 1 (19 Wo.)        | 19 Wo.         |

| ChartsJahrescharts (1985)      | Platzierung |
| ------------------------------ | ----------- |
| Vereinigte Staaten (Billboard) | 23          |
| Vereinigtes Königreich (OCC)   | 17          |

### Auszeichnungen für Musikverkäufe
| Land/Region                  | Auszeichnungen für Musikverkäufe (Land/Region, Auszeichnung, Verkäufe) | Verkäufe  |
| ---------------------------- | ---------------------------------------------------------------------- | --------- |
| Neuseeland (RMNZ)            | Gold                                                                   | 15.000    |
| Vereinigte Staaten (RIAA)    | 2× Platin                                                              | 2.000.000 |
| Vereinigtes Königreich (BPI) | Gold                                                                   | 500.000   |
| Insgesamt                    | 2× Gold · 2× Platin ·                                                  | 2.515.000 |

Hauptartikel: Whitney Houston/Auszeichnungen für Musikverkäufe

## Coverversionen
- 1986: Lester Bowie
- 1990: Hank Crawford
- 1996: RIAS Big Band feat. Horst Jankowski
- 1996: Arturo Sandoval
- 2003: Judith Lefeber
- 2003: James Last